# Skansen, Ljusdals kommun
Skansen är en by i Ljusdals distrikt (Ljusdals socken) i Ljusdals kommun, Gävleborgs län (Hälsingland) som (tillsammans med grannbyn Strömsholm) klassas som en småort. Byn ligger vid Riksväg 83, direkt väster om Sillerboån och tätorten Tallåsen.
Småorten har av SCB tidigare benämnts Skogsta, Strömsholm och Sillerbo, trots att ingen av byarna Sillerbo eller Skogsta ingår i ortens avgränsade område.